# 二層行橋

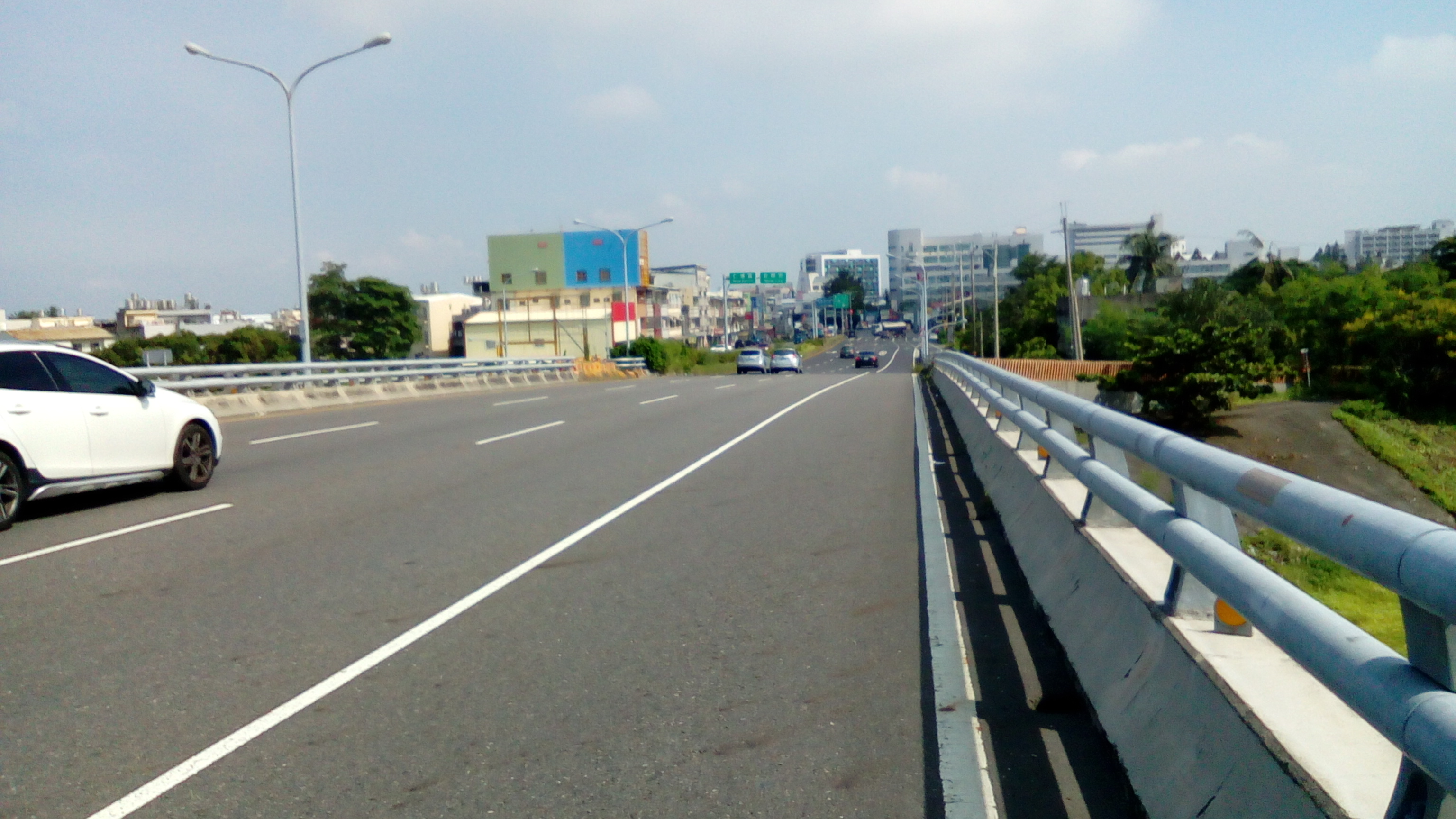
台1線二層行橋

二層行橋為台灣連結高雄市及台南市兩市的橋梁，目前隸屬於台1線，跨越二仁溪並銜接高雄市湖內區中山路及台南市仁德區二仁路一段，為兩市往來的重要交通幹道。